# Владојевићи
Владојевићи су насељено мјесто у општини Илијаш, Босна и Херцеговина.

## Становништво
|         | 2013.       | 1991.         | 1981.         | 1971.         |
| Укупно  | 66 (100,0%) | 178 (100,0%)  | 211 (100,0%)  | 211 (100,0%)  |
| Бошњаци | 66 (100,0%) | 172 (96,63%)1 | 196 (92,89%)1 | 186 (88,15%)1 |
| Срби    | –           | 6 (3,371%)    | 15 (7,109%)   | 24 (11,37%)   |
| Остали  | –           | –             | –             | 1 (0,474%)    |

1. 1 На пописима од 1971. до 1991. Бошњаци су пописивани углавном као Муслимани.